# Marianana mihaili
Marianana mihaili är en spindelart som beskrevs av C.Constantin Georgescu 1989. Marianana mihaili ingår i släktet Marianana och familjen klotspindlar.
Artens utbredningsområde är Rumänien. Inga underarter finns listade i Catalogue of Life.